# Isojärvi (Kuhmois)
Isojärvi är en sjö i Finland. Den ligger i kommunen Kuhmois  och Jämsä i landskapet Mellersta Finland, i den södra delen av landet, 170 km norr om huvudstaden Helsingfors. Isojärvi ligger 118,9 meter över havet. Den är 69,73 meter djup. Arean är 18,34 kvadratkilometer och strandlinjen är 117,31 kilometer lång. Sjön  ingår i Kymmene älvs huvudavrinningsområde. 
Sjön hör till Kymmene älv och avvattnas till Päijänne. Isojärvi nationalpark finns avsatt vid sjön sedan 1982.

## Namnet
Isojärvi är finska och betyder ”storsjön”. Det är ett vanligt namn på finska sjöar, minst 31 sjöar har detta namn. Störst av sjöarna är Isojärvi i landskapet Satakunta , med Isojärvi vid nationalparken som god tvåa.

## Öar
Av Isojärvis mer än tjugo öar är de största Peltosaari och Pukkisaari.
- Sorkkasaari 61°45′21″N 24°58′41″Ö / 61.75592°N 24.97817°Ö
- Mustavehmaansaaret 61°44′23″N 24°57′10″Ö / 61.73971°N 24.95272°Ö
- Naulasaari 61°44′09″N 24°57′48″Ö / 61.73572°N 24.96347°Ö
- Pasinsaari 61°44′05″N 24°56′46″Ö / 61.73484°N 24.946°Ö
- Luutsaari 61°44′04″N 24°57′24″Ö / 61.73451°N 24.95668°Ö
- Kuolemansaari 61°44′02″N 24°56′41″Ö / 61.73375°N 24.94475°Ö
- Kannussaaret 61°43′51″N 24°56′54″Ö / 61.73095°N 24.94842°Ö
- Kalliosaari 61°43′48″N 24°54′35″Ö / 61.72994°N 24.90979°Ö
- Peukalosaari 61°43′47″N 24°57′07″Ö / 61.72962°N 24.95191°Ö
- Kaatselkä 61°43′46″N 24°56′22″Ö / 61.72941°N 24.93931°Ö
- Honkasaari 61°43′42″N 24°57′15″Ö / 61.72837°N 24.9543°Ö
- Kahisaari 61°43′42″N 24°55′01″Ö / 61.72835°N 24.9169°Ö
- Vohlisaari 61°43′40″N 24°54′43″Ö / 61.72777°N 24.91205°Ö
- Kaijansaari 61°43′30″N 24°57′06″Ö / 61.72512°N 24.95162°Ö
- Mustasaari 61°43′30″N 24°57′41″Ö / 61.72505°N 24.96132°Ö
- Jänissaari 61°43′24″N 24°57′36″Ö / 61.72339°N 24.96009°Ö
- Kollinsaari 61°43′23″N 24°57′57″Ö / 61.72301°N 24.96594°Ö
- Vattusaari 61°43′14″N 24°58′57″Ö / 61.72065°N 24.9826°Ö
- Renusaari 61°43′13″N 24°58′10″Ö / 61.72018°N 24.96957°Ö
- Viinahonka 61°43′07″N 24°58′52″Ö / 61.7187°N 24.98101°Ö
- Lammassaari 61°43′01″N 24°59′25″Ö / 61.71698°N 24.9903°Ö
- Kalasaari 61°43′00″N 24°58′12″Ö / 61.7167°N 24.9699°Ö
- Peltosaari 61°41′46″N 25°03′20″Ö / 61.69616°N 25.05559°Ö
- Röhö 61°41′30″N 25°04′42″Ö / 61.6918°N 25.07825°Ö
- Pukkisaari 61°41′18″N 25°03′59″Ö / 61.68833°N 25.06642°Ö

## Klimat
Trakten ingår i den boreala klimatzonen. Årsmedeltemperaturen i trakten är 1 °C. Den varmaste månaden är juli, då medeltemperaturen är 16 °C, och den kallaste är januari, med −14 °C.